# La Costera (Cantabria)
La Costera es una localidad del municipio de Liérganes (Cantabria, España). En el año 2008 contaba con una población de 69 habitantes (INE). La localidad se encuentra a 122 metros de altitud sobre el nivel del mar, y a 0,3 kilómetros de la capital municipal, Liérganes.
- Datos: Q5963041